# Sant’Agata di Militello
Sant’Agata di Militello település Olaszországban, Szicília régióban, Messina megyében. Lakosainak száma 11 866 fő (2023. január 1.). Sant’Agata di Militello Acquedolci, Militello Rosmarino, San Fratello, Torrenova és Caronia községekkel határos.

## Népesség
A település lakossága az elmúlt években az alábbi módon változott:
| Lakosok száma | 12 531 | 12 393 | 11 866 |
|               | 2017   | 2018   | 2023   |